# Mon père est un parrain
 (août 2018).
Si vous disposez d'ouvrages ou d'articles de référence ou si vous connaissez des sites web de qualité traitant du thème abordé ici, merci de compléter l'article en donnant les références utiles à sa vérifiabilité et en les liant à la section « Notes et références ».

Mon père est un parrain (titre original : Son of the Mob) est un roman de Gordon Korman publié aux États-Unis en 2002 puis traduit en Français par Catherine Gibert et publié en 2005.

## Résumé
Le héros, Vince, 17 ans, est le fils d'un parrain de la Mafia New New-yorkaise. C'est le seul de la famille qui n'approuve pas les activités de « lsjsl'entreprise » familiale. Et il trouve encore le moyen de tomber amoureux de Kendra, la fille de l'agent du FBI chargé de surveiller son père...
L'humour noir est omniprésent, à travers le regard de cet adolescent désabusé sur sa famille et qui a les mêmes problèmes que nous (comme retrouver un cadavre pas tout à fait mort dans le coffre de sa voiture, par exemple...).

## Personnages
- Vince Luca, 17 ans.
- Anthony Luca, le père de Vince, parrain de la Mafia.
- la mère de Vince, un vrai cordon-bleu.
- Tommy Luca, le frère de Vince. A arrêté l'école vers 16 ans pour travailler avec son père. Caractère explosif
- Mira, la sœur de Vince, qui a étudié les sciences de la communication à la fac. Mariée à Mel, un avocat qui travaille pour Anthony Luca.
- Alex, le meilleur ami de Vince, qui passe son temps à surfer sur Internet. Ses seules histoires d'amours sont celles qu'il vit par procuration à travers Vince (ce qui ne va pas chercher bien loin)
- l'agent Morloy, surnommé "Mords-moi" par Anthony Luca.
- Kendra Morloy, participe au journal du lycée,et petite amie de Vince.
- Ray Francione, coéquipier de Tommy dans la mafia (ou plutôt nounou, pour l'éviter de faire trop de bêtises) Seul membre de la mafia que Vince trouve sympathique.
- Oncles Pampers, Surin, Rougeaud, Gerbe, Gros Tarin, Zéro Tarin, Biffeton, Doigts... Les différents "oncles" de Vince.